# Ciclopropano
Ciclopropano é uma molécula de cicloalcano com a fórmula molecular C3H6 consistindo de três átomos de carbono ligados um ao outro formando um anel, com cada átomo de carbono "sustentando" dois átomos de hidrogênio. As ligações entre os átomos de carbono são ligações mais fracas que a típica ligação carbono-carbono. Isso é o resultado do ângulo de 60° entre os átomos de carbono, que é muito menor que o ângulo normal de 109,5°. A tensão no anel tem de ser subtraída da energia da ligação normal C-C, fazendo o composto resultante mais reativo que alcanos acíclicos e outros cicloalcanos tais como cicloexano e ciclopentano.
Aplicações
Possuindo até o momento aplicações muito limitadas, o ciclopropano tem sido utilizado com anestésico inalatório. Em alguns casos especiais, é usado como matéria-prima em sínteses orgânicas.
Efeitos sobre o homem e toxicidade:
O ciclopropano não é tóxico. No Brasil o anexo 11 da Norma Regulamentadora 15 (NR 15), não contempla este gás como insalubre e não impõe limites de exposição. Entretanto, deve-se ter em consideração que este gás é anestésico e, no ambiente de trabalho, deve-se garantir que sua presença esteja abaixo de limites que possam prejudicar as pessoas.
Apesar de não existirem limites definidos para uma exposição contínua no ambiente de trabalho, devido à alta inflamabilidade do produto, deve-se garantir que o limite inferior de inflamabilidade do ciclopropano, 2,4 molar, no ar atmosférico jamais seja atingido, por isso é recomendável que seja respeitado um limite de 0,6% molar.
O ciclopropano é um anestésico e dependendo da concentração e tempo de exposição, podem ocorrer sintomas como aceleração do ritmo respiratório, diminuição do estado de alerta mental, diminuição da coordenação muscular, náuseas, vômitos, perda da consciência e eventualmente morte.
O contato com o ciclopropano líquido causa queimaduras por frio.

## Primeiros Socorros
Uma pessoa que seja vítima de inalação de quantidades excessivas de ciclopropano deve imediatamente ser removida para uma área descontaminada, de preferência ao ar livre. Caso a pessoa esteja apresentando dificuldade respiratória pode ser administrado oxigênio. Caso a pessoa apresente perda de consciência e parada respiratória, é necessário fazer a respiração artificial (boca a boca) seguida de administração de oxigênio. Caso o coração pare, será necessário fazer massagem cardíaca simultaneamente à respiração artificial, fazendo-se 5 massagens cardíacas e uma respiração alternadamente.